# بيفرلي بويس
بيفرلي بويس (بالإنجليزية: Beverly Bowes) هي لاعب كرة مضرب أمريكية، ولدت في 9 سبتمبر 1965.

## وصلات خارجية
- بيفرلي بويس على موقع رابطة محترفات التنس (الإنجليزية)
- بيفرلي بويس على موقع الاتحاد الدولي لكرة المضرب (الإنجليزية)
- بيفرلي بويس على موقع خلاصة التنس.كوم (الإنجليزية)